# Kosmos-1

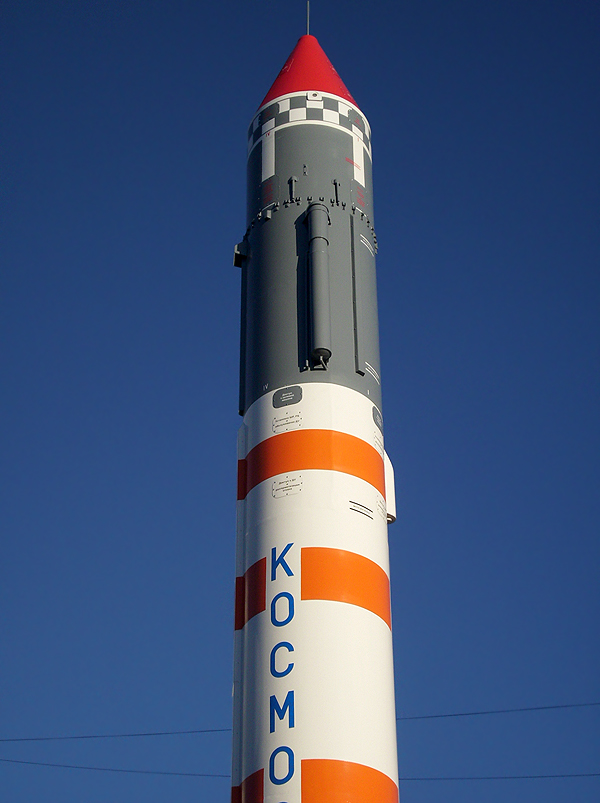
Modelo de um foguete Kosmos

O Kosmos-1 (Índice GRAU: 65S3, também conhecido como Cosmos-1) foi um veículo lançador soviético, derivado do míssil R-14, que foi usado para colocar satélites em órbita entre 1964 e 1965. Ele serviu como solução temporária, e foi rapidamente substituído pelo Kosmos-3. Oito deles foram lançados, todos da plataforma 41/15 do Cosmódromo de Baikonur.
O desenvolvimento desse foguete teve início em Outubro de 1961, permitindo o primeiro lançamento em 18 de Agosto de 1964, carregando três satélites Strela. Todos os lançamentos seguintes carregavam satélites Strela, em grupo ou individualmente. Todos os lançamentos foram bem sucedidos, exceto o segundo.

## Lançamentos
| Data/Hora (GMT)                | Nº de Série | Carga útil   | Designação Kosmos                                 | Resultado | Comentários         |
| ------------------------------ | ----------- | ------------ | ------------------------------------------------- | --------- | ------------------- |
| 18 de Agosto de 1964, 09:15    | 02L         | 3 x Strela-1 | Kosmos 38 Kosmos 39 Kosmos 40                     | Sucesso   |                     |
| 23 de Outubro de 1964          | 01L         | 3 x Strela-1 | N/A                                               | Falha     | Motivo desconhecido |
| 21 de Fevereiro de 1965, 11:00 | 03L         | 3 x Strela-1 | Kosmos 54 Kosmos 55 Kosmos 56                     | Sucesso   |                     |
| 15 de Março de 1965, 11:00     | 04L         | 3 x Strela-1 | Kosmos 61 Kosmos 62 Kosmos 63                     | Sucesso   |                     |
| 16 de Julho de 1965, 03:31     | 05L         | 5 x Strela-1 | Kosmos 71 Kosmos 72 Kosmos 73 Kosmos 74 Kosmos 75 | Sucesso   |                     |
| 3 de Setembro de 1965, 14:00   | 07LS        | 5 x Strela-1 | Kosmos 80 Kosmos 81 Kosmos 82 Kosmos 83 Kosmos 84 | Sucesso   |                     |
| 18 de Setembro de 1965, 07:59  | 08LS        | 5 x Strela-1 | Kosmos 86 Kosmos 87 Kosmos 88 Kosmos 89 Kosmos 90 | Sucesso   |                     |
| 28 de Dezembro de 1965, 12:30  | 09LP        | 1 x Strela-2 | Kosmos 103                                        | Sucesso   |                     |